# 新画面
北京新画面影业有限公司（简称新画面）是中国的民营电影制作公司。作为一家业务只在电影方面的公司，它的发展历程就是张伟平和张艺谋二人的合作过程。
2012年3月，张艺谋离开新画面，新画面此后亦无影视剧拍摄。

## 概述
1990年春节的一次朋友聚会，张伟平认识了张艺谋，二人也逐渐成为了朋友。
1996年，还在经营航空食品、医药和房地产生意的张伟平发现张艺谋正为一部电影的投资而苦恼，于是他停掉了自己的两个房地产项目，给电影《有话好好说》投资了2600万元。但最终这部电影还是赔了，仅仅通过发行权转让得到了800万元，而得到发行权的影视人董平则做到了4600万。这个案例的教训让张伟平决定成立自己的电影公司。
1997年，“新画面影业公司”正式在北京成立。接下来拍摄了《一个都不能少》和《我的父亲母亲》两部小投资电影，这两部电影在艺术上取得了成功，但在经济上仍然乏善可陈。新画面的资金后盾不是电影业务而是张伟平本人原有的产业。
时间进入了21世纪，中国电影市场的发展终于到了商业大片的时代。而新画面推出《英雄》则是一部里程碑式的电影，它不仅是张艺谋本人商业电影的转折，也是新画面的转折点，更是中国大陆电影市场化的标志。影片使用了豪华的明星阵容，获得各方面的热议，但这不是最主要的，《英雄》的营销模式开创了电视广告的新路子。此片花了2000万的费用做宣传，这在当时是不可思议的数目，但后来被证明是正确的，一项来自中央电视台的调查表明，《英雄》的观众中的95%已经很久没进过电影院，高昂的宣传费用的投入获得了巨大的回报。
之后《十面埋伏》、《千里走单骑》、《满城尽带黄金甲》商业上的成功都是对《英雄》模式的继承与发展。
张艺谋担任北京奥运会总导演期间，新画面也暂时停业，一部电影也没有拍。“双张组合”也成为新画面的原则，而新画面也没有旗下艺人，直到2010年签下周冬雨、窦骁，2011年签下倪妮等。但2012年“二张”分裂后，发生解约风波，周冬雨、窦骁、倪妮等人陆续以私下调解、法院判决等形式离开新画面。

## 后续
2015年2月，原张艺谋的文学策划周晓枫出版了一本名为《宿命：孤独张艺谋》的传记类书籍，首次揭露张伟平愧对张艺谋等多项“罪证”（挑拨张艺谋与巩俐的关系、拖欠张艺谋的导演片酬、干涉电影创作、与圈内人交恶、私卖电影版权、演员经纪风波、策划超生事件等），引发娱乐话题。张艺谋对此事未有表态，张伟平则回应“恶意炒作，无中生有，满嘴谎言”。
媒体联系了有关的业内人士，如张伟平之前的宣传潘国峰、张艺谋御用预告片制作人魏楠，书中提到的张会军、蒲伦、严歌苓等人，但皆避而不谈，书中爆料所涉的种种内幕，很多都无法得到证实。

## 作品一览
以下作品皆由张艺谋执导拍摄：
- 1996年 《有话好好说》 主演：李保田，瞿颖，葛优，姜文
- 1998年 《一个都不能少》 主演：魏敏芝，张慧科
- 1999年 《我的父亲母亲》 主演：章子怡，孙红雷，郑昊
- 2000年 《幸福时光》 主演：赵本山，董洁，李雪健
- 2002年 《英雄》 主演：李连杰，梁朝伟，张曼玉，章子怡，陈道明，甄子丹
- 2003年 《十面埋伏》 主演：刘德华，章子怡，金城武，宋丹丹
- 2004年 《千里走单骑》 主演：高仓健
- 2006年 《满城尽带黄金甲》主演：周润发，巩俐，刘烨，周杰伦
- 2009年 《三枪拍案惊奇》主演：孙红雷，小沈阳，闫妮
- 2010年 《山楂树之恋》主演：周冬雨，窦骁
- 2011年 《金陵十三钗》主演：克里斯蒂安·贝尔、佟大为、黄海波、窦骁